# Berthold Küttner
Berthold Küttner (* 3. März 1870 in Stettin; † 16. Juli 1953) war ein deutscher Ruderer.

## Werdegang

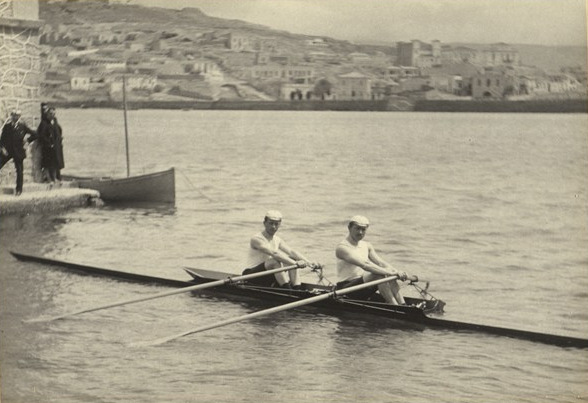
Berthold Küttner (rechts) mit Alfred Jäger bei den Olympischen Sommerspielen 1896 in Athen

Berthold Küttner startete für den Akademischen Ruderverein Berlin-Grünau (ARV). 1896 wurde er mit Alfred Jäger im Doppelzweier zu den Olympischen Sommerspielen delegiert.
Die Ruderwettkämpfe waren für den 13. April im Hafen von Piräus angesetzt. Da die Konkurrenz aus Griechenland und Italien aufgrund der Witterungsverhältnisse nicht zum Start angetreten war, wurde Berthold Küttner und Alfred Jäger von Prinz Georg von Griechenland, dem Präsidenten des Olympischen Organisationskomitees und Vorsitzenden des Unterausschusses für Nautische Sportarten, die bronzene Siegermedaille überreicht.
Anschließend gingen Berthold Küttner und Alfred Jäger auf die Radrennbahn, wo sie sich beim 12-Stunden-Rennen dem späteren Sieger Adolf Schmal als Schrittmacher zur Verfügung stellten.
1898 lebte Küttner als Architekt in London.